# Sushant Singh Rajput
Sushant Singh Rajput

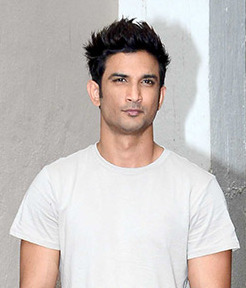
Sushant Singh Rajput, 2016

(Gujarati सुशांत सिंह राजपूत; * 21. Januar 1986 in Patna, Bihar; † 14. Juni 2020 in Mumbai, Maharashtra) war ein indischer Schauspieler und Tänzer.

## Leben und Karriere

### Jugend
Rajput wurde in Patna geboren. Dort besuchte er die St. Karen's High School. Im Jahr 2002 starb seine Mutter, woraufhin seine Familie nach Delhi zog. In Neu-Delhi besuchte Rajput die Kulachi Hansraj Model School. 2003 erreichte er den siebten Platz in der DCE-Aufnahmeprüfung. Er bekam auch die Zulassung zum Bachelor of Engineering (Maschinenbau) am Delhi College of Engineering gesichert. Nach drei Jahren brach er sein College-Studium ab, um Schauspieler zu werden.

### Karriere als Schauspieler
Rajput hatte seine erste Rolle in der indischen Seifenoper Kis Desh Mein Hai Meraa Dil, wo er von 2008 bis 2010 eine Nebenrolle spielte. Von 2009 bis 2011 spielte er die Hauptrolle in der Fernsehserie Pavitra Rishta.
2013 spielte er die Hauptrolle in seinem ersten Kinofilm Versiegte Träume. Für seine Rolle erhielt er den Star Screen Award als Meistversprechender Newcomer sowie den Filmfare Award als Bestes Debüt. 2016 spielte er in dem Film M.S. Dhoni: The Untold Story den Cricketspieler Mahendra Singh Dhoni.
2018 wurde er für die männliche Hauptrolle der indischen Filmadaption des Romans Das Schicksal ist ein mieser Verräter von John Green gecastet. Der Film sollte ursprünglich am 8. Mai 2020 in die Kinos kommen, wurde jedoch wegen der COVID-19-Pandemie verschoben. Es wird sein letzter Filmauftritt sein.
2019 spielte er die Hauptrolle in dem Netflix-Film Drive.

### Tod
Rajput litt an starken Depressionen. Am 14. Juni 2020 wurde er in seinem Haus in Mumbai tot aufgefunden; er hatte Suizid verübt.
Sein Tod sorgte bei Kollegen für Entsetzen, die ihre Anteilnahme auf Social Media teilten. Der indische Premierminister Narendra Modi schrieb „bin schockiert von seinem Tod“. Sein Aufstieg in der Unterhaltungswelt habe „viele inspiriert“.
Am 16. Juni 2020 beging eine 15-Jährige in Port Blair, die ein Fan von Rajput war, aufgrund seines Todes auch Suizid.
Am 24. Juni 2020 beging die ebenfalls 15-Jährige Siya Kakkar, die mit ihren Präsentationen auf TikTok und Instagram etwa zwei Millionen Follower hatte, u. a. aufgrund des Todes Rajputs in Neu-Delhi ebenfalls Suizid.

## Privatleben
Rajput war von 2010 bis 2016 mit der Schauspielerin Ankita Lokhande liiert.
Neben der Schauspielerei war Rajput aktiv an verschiedenen Hilfsprogrammen beteiligt. Rajput war ein großer Fan von Shah Rukh Khan.

## Filmografie
- 2013: Versiegte Träume (Kai Po Che!)
- 2013: Shuddh Desi Romance
- 2014: PK – Andere Sterne, Andere Sitten (PK)
- 2015: Detective Byomkesh Bakshy!
- 2016: M.S. Dhoni: The Untold Story
- 2017: Raabta
- 2018: Welcome to New York
- 2018: Kedarnath – Auf dem Weg zur Liebe (Kedarnath)
- 2019: Sonchiriya
- 2019: Chhichhore
- 2019: Drive
- 2020: Dil Bechara

## Auszeichnungen (Auswahl)
- 2014: Nominierung für den Filmfare Award als Bestes Debüt für Pavitra Rishta
- 2014: Auszeichnung für den Screen Award als Meistversprechender Newcomer für Versiegte Träume
- 2017: Nominierung für den International Indian Film Academy Award als Bester Hauptdarsteller für M.S. Dhoni: The Untold Story
- 2017: Nominierung für den Zee Cine Award als Bester Hauptdarsteller
- 2017: Auszeichnung für den Screen Award als Bester Hauptdarsteller-Kritikerpreis für M.S. Dhoni: The Untold Story